# Barque Henou
Henou est le nom de la barque sacrée du dieu Sokar. Elle ne devient représentative du dieu qu'assez tardivement.
Cette barque sacrée adoptait la forme particulière d'une nef avec une proue plus élevée que la poupe, ornée d'une tête d'antilope et d'un taureau. Elle conservait une relique sacrée à l'abri d'un dôme surmonté d'une tête de faucon, emblème de Sokar.
Cette relique dont l'aspect n'était pas révélé au profane se nommait Sânkh-Ptah ce qui signifie en ancien égyptien soit Celui qui vit de Ptah, soit Celui qui vit par Ptah.
La barque sacrée Henou était au centre de grandes cérémonies religieuses au cours desquelles elle quittait son sanctuaire accompagnée de cinq autres barques divines des déesses Hathor, Ouadjit, Shesmetet, Bastet et Sekhmet, toutes les cinq considérées comme les filles du dieu Rê. 
L'un des principaux rites consistait alors en une longue procession faisant le tour de l'enceinte du temple qui abritait le sanctuaire du dieu Sokaris. Puis le cortège se rendait dans les nécropoles, visitant les grands sanctuaires funéraires royaux. 
Ces fêtes qui se déroulaient les 25 et 26 du mois du Khoïak étaient célébrées dans les principales villes du pays plus particulièrement à Memphis et à Thèbes.

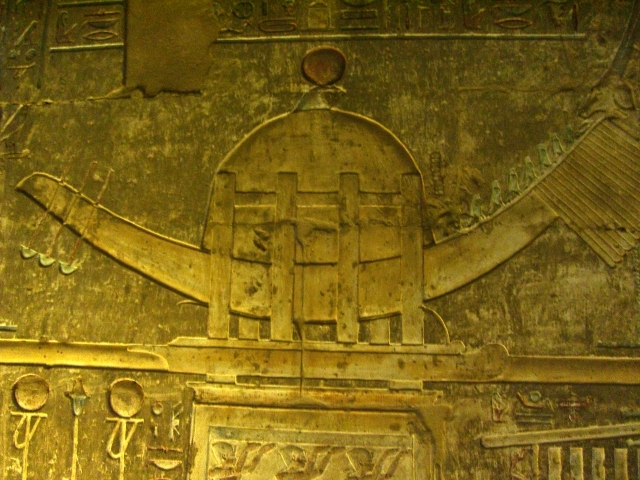
Représentation de la barque Henou de Sokar - Temple d'Hathor de Deir el-Medineh